# 钱乙
钱乙（1032年—1113年），字仲阳。宋朝郓州（今山东东平）人，精专儿科。
其著作《傷寒論指微》《嬰孺論》等失传。现仅存《小儿药证直诀》，本书被稱为“幼科之鼻祖”， 是儿科经典著作。  其成方如六味地黃丸等应用至今。据传抑肝散亦是钱乙所发明，后被明朝的薛铠薛己改良入书『保嬰撮要』。

曾为宋神宗九子赵佖治愈痼疾急驚風。

## 影視作品
- 電影：

2014年中國電影《医者童心》，導演：方軍亮，錢乙一角由薛嚴飾演。

## 以钱乙命名的细菌
- 钱乙菌属 Qiania Liu et al. 2021[4]

## 延伸阅读
[在维基数据编辑]
 《宋史·卷462》，出自脱脱《宋史》
 在维基共享资源阅览影像、分类

## 外部連結
- 小兒藥證直訣 （页面存档备份，存于） 中藥方劑像數據庫  (香港浸會大學中醫藥學院) （中文）（英文）
- 六味地黃丸 Liu wei Di Huang Wan （页面存档备份，存于） 中藥標本數據庫 (香港浸會大學中醫藥學院) （繁體中文）（英文）
- 六味地黃丸 （页面存档备份，存于） 中藥方劑圖像數據庫 (香港浸會大學中醫藥學院) （中文）（英文）